# Szczurów (Grabie)
Szczurów – przysiółek wsi Grabie w Polsce położona w województwie małopolskim, w powiecie wielickim, w gminie Wieliczka. Leży na prawym (południowym) brzegu Wisły, sąsiadując od zachodu z wsią Brzegi, od północy (granica na Wiśle) z Krakowem (Nowa Huta), od wschodu z Grabiami właściwymi a od południa z wsią Węgrzce Wielkie.

## Historia
Szczurów to dawniej samodzielna wieś, która wraz z pobliskim Zymbrzegiem stanowiła odrębną gminę jednostkową w powiecie wielickim. W 1867 włączony do Grabia; w 1900 roku liczba mieszkańców Szczurowa wynosiła 200. Szczurów stanowił eksklawę Grabia, oddzieloną od niej zakolem Wisły, należącym do gminy jednostkowej Branice w powiecie krakowskim. Po wyrównaniu koryta Wisły, zakole to przekształciło się w starorzecze, które częściowo osuszono, w związku z czym powstało połączenie lądowe między Szczurowem a Grabiem właściwym. Częśc tę Branic (w gminie Ruszcza) włączono w styczniu 1951 do Grabia (w gminie Wieliczka).